# Giovanni Gasparro
Giovanni Gasparro (Bari, 22 de outubro de 1983) é um pintor italiano. 

## Biografia
Giovanni nasceu em Bari, mas reside atualmente em Adelfia. Em 1997 venceu o prémio "Bona Sforza, regina di Polonia e duchessa di Bari" por uma obra gráfica. Depois aprofundou os seus estudos na região de Bari antes de entrar na Academia de Belas Artes de Roma em 2007.
Começa a expor em toda a Itália a partir de 2001. A sua primeira exposição pessoal ocorreu em 2009 em Paris, e nesse mesmo ano expõe na galeria "Russo" em Roma. Em 2011 expõe para o pavilhão da região de Lácio na 54ª Bienal de Veneza.
Ainda no ano de 2011, a arquidocese de Áquila encarregou-o de decorar os altares de mármora da basílica de San Giuseppe Artigiano, danificada pelo sismo de Áquila de 2009.
Em 2013, venceu a "Bioethics Art Competition" da cadeira de bioéica e direitos humanos da Unesco com a obra Casti connubii.